# مارك سيمبسون (لاعب كرة سلة)
مارك سيمبسون (4 فبراير 1961 بفورت واين في الولايات المتحدة - ) (بالإنجليزية: Mark Simpson)‏ هو لاعب كرة سلة أمريكي في مركز هجوم صغير الجسم.

## وصلات خارجية
- مارك سيمبسون على موقع سبورتس رفرنس (الإنجليزية)
- مارك سيمبسون على موقع الدوري الإسباني لكرة السلة (الإسبانية)
- مارك سيمبسون على موقع ريلجم (الإنجليزية)
- مارك سيمبسون على موقع بروبوليرز (الإنجليزية)
- مارك سيمبسون على موقع سبورتس رفرنس (الإنجليزية)